# Pablo Neruda
Pablo Neruda, pseudonimo di Ricardo Eliécer Neftalí Reyes Basoalto (Parral, 12 luglio 1904 – Santiago del Cile, 23 settembre 1973), è stato un poeta, diplomatico e politico cileno, considerato una delle più importanti figure della letteratura latino-americana del Novecento.
Scelse lo pseudonimo di Pablo Neruda in onore dello scrittore e poeta ceco Jan Neruda. Nome che in seguito gli fu riconosciuto anche a livello legale. Definito da Gabriel García Márquez «il più grande poeta del XX secolo, in qualsiasi lingua» e considerato da Harold Bloom tra gli scrittori più rappresentativi del Canone occidentale, è stato insignito nel 1971 del premio Nobel per la letteratura.
Ha anche ricoperto per il proprio Paese incarichi di primo piano, diplomatici e politici, come quello di senatore. Inoltre è conosciuto per la sua adesione al comunismo (per cui subì censure e persecuzioni politiche, dovendo anche espatriare a causa della sua opposizione al governo autoritario di Gabriel González Videla), la sua candidatura a presidente del Cile nel 1970, e il successivo sostegno al socialista Salvador Allende. Morì in un ospedale di Santiago pochi giorni dopo il golpe del generale Augusto Pinochet nel 1973, ufficialmente di tumore alla prostata ma in circostanze ritenute dubbie, mentre stava per partire per un nuovo esilio.

## Biografia

### I primi anni

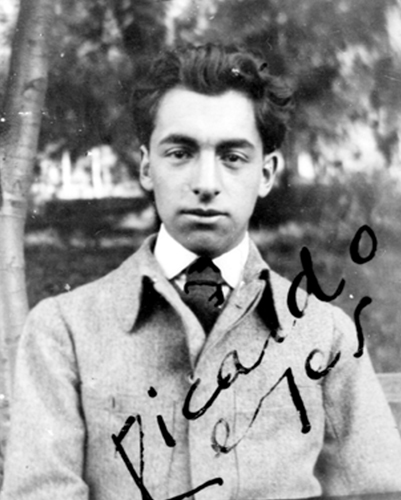
Foto del giovane Neruda, in cui si firma «Ricardo Reyes»

Ricardo Eliécer Neftalí Reyes Basoalto nacque a Parral, una cittadina della provincia di Linares (nella regione del Maule), il 12 luglio del 1904, figlio di José del Carmen Reyes Morales, un impiegato delle ferrovie, e di Rosa Neftalí Basoalto Opazo, un'insegnante, che morì di tubercolosi quando il piccolo Pablo non aveva che un mese di vita. Nel 1906, all'età di due anni, il futuro poeta si trasferì col padre nella città di Temuco, nella regione meridionale dell'Araucanía, dove ben presto il genitore convolò a nozze con Trinidad Candia Malverde (una donna che il giovane Pablo soleva chiamare Mamadre e a cui dedicò anche alcune sue poesie), dalla quale l'uomo aveva precedentemente avuto un figlio di nove anni più grande, Rodolfo de la Rosa. Aveva inoltre una sorella, Laura Herminia, detta Laurita, nata invece da una successiva relazione extraconiugale del padre con Aurelia Tolrà, una donna catalana. Sia il padre sia la matrigna moriranno nel 1938.
Il giovane Neruda, al quale il padre aggiunse all'anagrafe il nome Neftalí, dal secondo nome della madre defunta (con cui, tra l'altro, veniva spesso chiamato dai familiari), dimostrò un vivo interesse per la scrittura e la letteratura, avversato dal padre ma incoraggiato dalla poetessa Gabriela Mistral, futura vincitrice del Premio Nobel per la letteratura nel 1945 e sua insegnante durante il periodo di formazione scolastica. Il suo primo lavoro ufficiale come scrittore fu l'articolo Entusiasmo y perseverancia, pubblicato ad appena 13 anni sul giornale locale La Mañana, diretto da Orlando Mason, che Neruda pensava essere suo zio ma che in realtà si rivelò il frutto di una relazione di molto antecedente tra Trinidad Candia Marverde e Rudecindo Ortega ed era stato adottato da Micaela (sorella di Trinidad) e dal marito Carlos Mason .
Nel 1920 iniziò a utilizzare per le sue pubblicazioni lo pseudonimo di Pablo Neruda, in omaggio a Jan Neruda, in modo da poter scrivere poesie senza che il padre (il quale riteneva quest'arte un'attività poco "rispettabile") lo scoprisse. Inoltre, Pablo aveva un rapporto conflittuale col padre José e scelse di disconoscere il cognome paterno Reyes.
L'anno successivo, il 1921, si trasferì a Santiago del Cile per studiare la lingua francese e con l'intenzione iniziale di diventare in seguito insegnante, idea ben presto abbandonata per la poesia.
Nel 1923 pubblicò il suo primo volume in versi, Crepusculario, che fu apprezzato da scrittori come Alone, Raúl Silva Castro e Pedro Prado, seguito a distanza di un anno da Veinte poemas de amor y una canción desesperada, una raccolta di poesie d'amore, di stile modernista ed erotico, motivo che spinse alcuni editori a rifiutarlo. Grazie a queste due opere venne acclamato e tradotto in alcuni paesi stranieri: tuttora esse sono tra le sue opere maggiormente apprezzate.

### Gli incarichi diplomatici
Neruda si ritrovò in una condizione di povertà che lo costrinse ad accettare nel 1927 un incarico di console onorario nel Sudest asiatico, in Birmania, seguito da altri innumerevoli incarichi. Sull'isola di Giava sposò la banchiera olandese Marietje Antonia Hagenaar (successivamente Hagenaar Vogelzang) detta Maruca. Durante i suoi incarichi diplomatici, Neruda riuscì a comporre un gran numero di poesie, sperimentando varie forme poetiche tra cui quelle surrealistiche che si possono trovare nei primi due volumi di Residencia en la tierra che risalgono a questo periodo.
Prima di ritornare in Cile, ottenne altre destinazioni diplomatiche, dapprima a Buenos Aires, quindi in Spagna, a Barcellona, dove in seguito sostituì Gabriela Mistral nella carica di console a Madrid. In questo periodo conobbe altri scrittori come Rafael Alberti, Federico García Lorca e il poeta peruviano César Vallejo. Durante la permanenza nella capitale spagnola nacque la figlia Malva Marina Trinidad (1934-1943), affetta da idroencefalite, che morì in tenera età. Sarà proprio lo stato di frustrante prostrazione e incurabilità dell'unica figlia avuta dal poeta la causa vera dei dissapori sempre più insopprimibili che portarono a una crisi familiare con la Hagenaar, che giunse al culmine a seguito della frequentazione di Neruda con Delia del Carril, argentina, di vent'anni più anziana di lui e che diverrà la seconda moglie. Appassionata fautrice del comunismo, fu lei a indirizzare l'iniziale tendenza anarco-individualista di Neruda verso gli ideali marxisti.

### Il comunismo
L'abbraccio delle idee comuniste e di solidarietà civile trovò ulteriore humus per Neruda anche nel ribrezzo che provava nei confronti dei soprusi compiuti dai fascisti di Francisco Franco durante gli anni della guerra civile spagnola. La sua "svolta a sinistra" fu ancora più decisa dopo la barbara uccisione, da parte dei franchisti, di Federico García Lorca, di cui era divenuto amico: l'appoggio di Neruda al fronte repubblicano, che si opponeva all'allora nascente dittatura di Franco, fu totale, sia nei discorsi sia negli scritti come, ad esempio, la raccolta di poesie España en el corazón.
In seguito all'elezione a presidente del Cile di Pedro Aguirre Cerda nel 1938, di cui Neruda era stato sostenitore, il poeta ricevette l'incarico di far evacuare dai campi francesi i 2 000 esiliati spagnoli, per i quali organizzò un trasferimento via mare in Cile utilizzando la nave Winnipeg. In questa occasione gli venne rimproverato di aver privilegiato gli sfollati di fede comunista a scapito degli altri, anche se sembra che la scelta sulle persone da imbarcare fosse stata fatta principalmente dal presidente della repubblica spagnola in esilio, Juan Negrín.
L'inconsistenza di queste rimostranze è poi ulteriormente dimostrata dal grande affetto con cui, ancora oggi, è largamente ricordato in Francia. Tra il 1940 e il 1943 gli venne assegnato l'incarico di console generale a Città del Messico e fu in questi anni che divorziò dalla prima moglie, si sposò con Delia del Carril e apprese della morte della figlia, a soli 8 anni, nei territori occupati dei Paesi Bassi. Neruda aiutò poi il pittore messicano David Alfaro Siqueiros, accusato di essere uno dei cospiratori coinvolti nel tentativo di omicidio di Lev Trotsky nel 1940 (Trotsky sarà assassinato poco dopo, in un secondo tentativo, da Ramón Mercader, un agente segreto spagnolo che lavorava per l'URSS), facendogli ottenere un visto di ingresso per il Cile e dandogli ospitalità. Neruda rivelò che lo fece su richiesta informale del nuovo Presidente messicano Manuel Ávila Camacho.
Siqueiros dipinse in quel periodo un murale nella scuola di Chillán. Nel 1943, durante il viaggio di ritorno a casa, Neruda si fermò in Perù, visitò Machu Picchu, e rimase molto colpito dalla città degli Inca, che gli ispirò, nel 1945, la scrittura di Alturas de Macchu Picchu, un poema in dodici parti sulla colonizzazione spagnola. Lo stesso argomento ispirò anche Canto General (in cui fu incluso anche Alturas), pubblicato in seguito, nel 1950, che contiene fortissimi accenti polemici contro il cosiddetto imperialismo statunitense (di cui, tra l'altro, denunciò gli abusi di multinazionali come la Coca-Cola, la United Fruit Company e la Anaconda Copper, nominate esplicitamente nel testo). Il testo descrive inoltre storia, geografia, mitologia, cultura, flora e fauna del Sudamerica.
Negli anni successivi, espresse la sua ammirazione per l'Unione Sovietica - anche per il ruolo decisivo svolto nella definitiva sconfitta della Germania nazista - e per Stalin, a cui nel 1953 dedicò una composizione, in occasione della morte. Le rivelazioni successive sul culto della personalità coltivato dal leader sovietico e sulle purghe staliniste (a partire dal celebre discorso di Nikita Chruščëv, successore di Stalin, durante il XX congresso del partito comunista sovietico di Mosca del febbraio 1956) spinsero Neruda a cambiare opinione, facendo autocritica e rinnegando l'ammirazione espressa in precedenza: nelle sue memorie manifestò il suo rammarico per aver contribuito alla creazione di un'immagine non reale di Stalin.
Questo errore di valutazione lo portò a guardare con occhio diverso anche il comunismo cinese, che conobbe durante un viaggio nel 1957, temendo la ripetizione degli stessi errori - cioè la venerazione di una "divinità socialista" - anche nei confronti di Mao Tse-Tung. Nonostante le disillusioni, Neruda rimase comunque sempre fedele alle sue convinzioni comuniste e fu criticato da molti detrattori che lo accusarono di non aver mai preso posizione a favore degli intellettuali dissidenti Boris Pasternak e Joseph Brodsky.

### La politica in Cile
Il 4 marzo 1945 fu eletto senatore, nella lista del Partito comunista nelle province nordorientali del Cile di Antofagasta e Tarapacá, situate nell'inospitale deserto di Atacama, e pochi mesi dopo prese ufficialmente la tessera del Partito Comunista del Cile. L'anno seguente, il candidato ufficiale del Partito Radicale del Cile per le elezioni presidenziali, Gabriel González Videla, gli chiese di assumere la direzione della campagna elettorale della "Coalizione democratica" per le presidenziali, comprendente radicali, comunisti e democratici: a questo incarico il poeta si dedicò con fervore, contribuendo alla sua nomina a presidente, battendo il candidato conservatore Cruz-Coke, ma rimase deluso per l'inaspettato voltafaccia di González Videla nei confronti proprio del Partito Comunista dopo le elezioni.
Il punto di non ritorno nel rapporto tra il poeta e il politico fu la violenta repressione con cui quest'ultimo colpì i minatori in sciopero nella regione di Bío-Bío, a Lota, dell'ottobre 1947: i manifestanti vennero imprigionati in carceri militari e in campi di concentramento nei pressi della città di Pisagua. La disapprovazione di Neruda culminò nel drammatico discorso del 6 gennaio 1948 davanti al Senato cileno, chiamato in seguito Yo acuso ("Io accuso"), in cui lesse all'assemblea l'elenco dei minatori tenuti prigionieri. Il governo di González Videla si era dunque rapidamente trasformato in un regime autoritario, da cui Neruda prese completamente le distanze.

### L'esilio

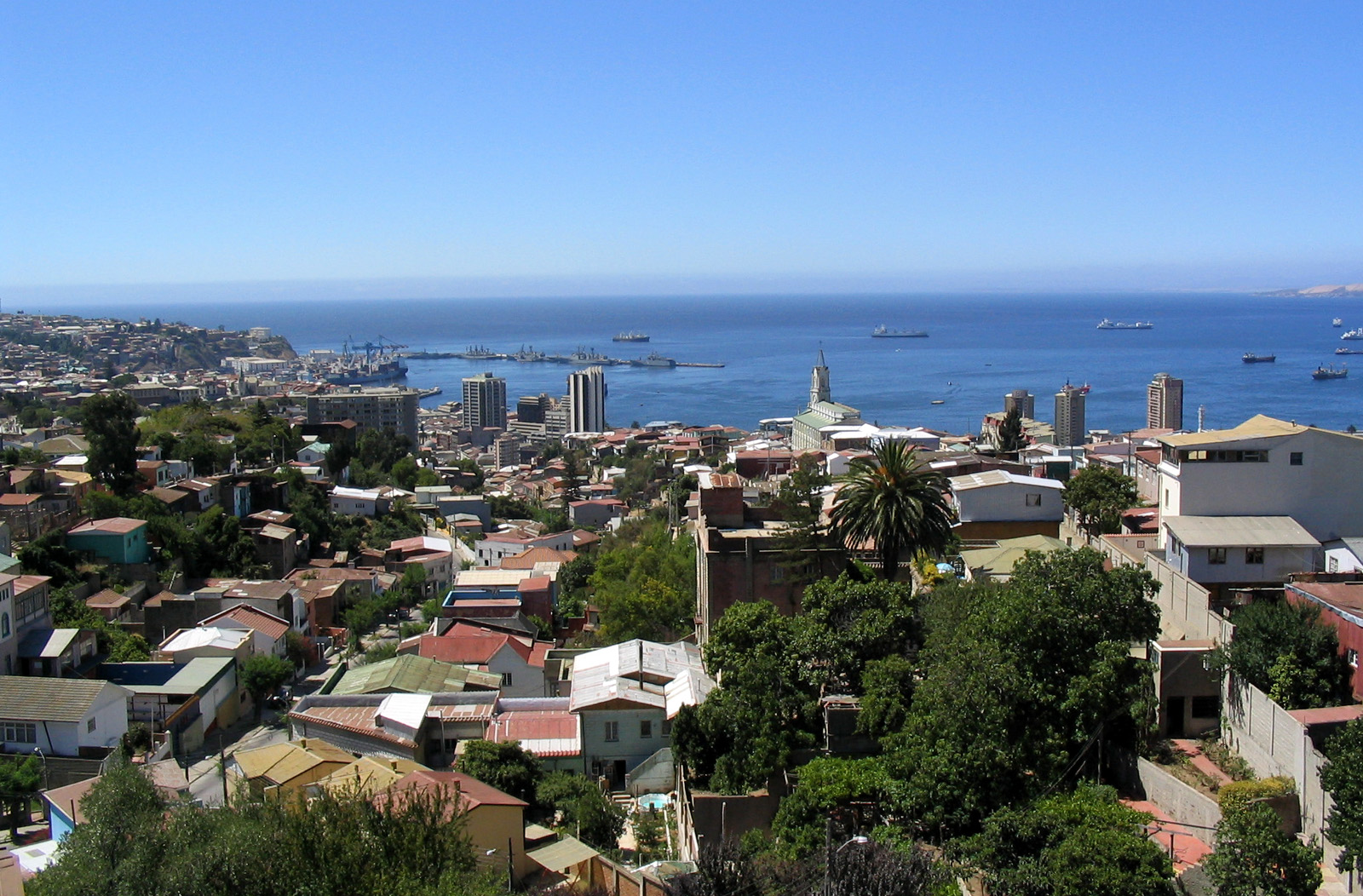
Vista della baia da La Sebastiana, casa di Pablo Neruda a Valparaíso

La reazione di González Videla fu l'emanazione di un ordine d'arresto contro Neruda, per sottrarsi al quale il poeta si vide costretto a intraprendere un duro periodo - 13 mesi - di fuga, nascosto da amici e compagni. Inoltre, González Videla promulgò nel marzo del 1948 anche la cosiddetta Ley de Defensa Permenente de la Democracia (dai detrattori soprannominata invece Ley maldita), in base alla quale il Partito Comunista del Cile venne dichiarato fuorilegge e oltre 26 000 iscritti vennero cancellati dalle liste elettorali, e i rappresentanti eletti, tra cui Neruda, fatti decadere dalle cariche. A questo periodo della sua vita è dedicato il film Neruda di Pablo Larraín, uscito nel 2016. Nel marzo 1949 riuscì a rifugiarsi in Argentina, sotto il governo di Juan Domingo Perón, dopo un'avventurosa traversata delle Ande, di cui raccontò nel discorso della cerimonia di consegna del Nobel. Nel 1950 terminò intanto il suo incarico senatoriale.
Durante l'esilio argentino durato tre anni, conobbe a Buenos Aires Miguel Ángel Asturias, che ricopriva la carica di addetto culturale per il Guatemala e che riuscì a procurargli un passaporto grazie al quale poté abbandonare l'Argentina. Anche grazie all'aiuto di Pablo Picasso, Neruda riuscì ad arrivare a Parigi, compiendo un'apparizione a sorpresa al "Congresso Mondiale dei Partigiani della Pace", clamorosa in quanto, nel frattempo, il governo cileno aveva continuato a negare che Neruda avesse lasciato il territorio natio. Furono, quelli dell'esilio, anche anni di numerosi viaggi tra l'Europa, l'India, la Cina, l'URSS e il Messico.
Proprio in Messico, Neruda fu colpito da un serio attacco di flebite, strascico delle lunghe costrizioni in luoghi molto angusti cui l'aveva obbligato la latitanza; durante il periodo di cure, conobbe Matilde Urrutia, una cantante cilena, con cui iniziò una relazione e che anni dopo sposò. Durante il periodo messicano pubblicò il Canto General, iniziato anni prima in Cile. Una versione più breve del manoscritto era stata pubblicata già alcuni mesi prima, in Cile, sulla base dei testi lì lasciati, a cura del Partito Comunista (clandestino per via della citata Ley de defensa).
Nel 1952, Neruda visse per un periodo in una villa messagli a disposizione dall'ingegnere e naturalista Edwin Cerio, sull'Isola di Capri. 
Di lì, dopo alcuni mesi, si spostò a Sant'Angelo d'Ischia.
Tale periodo nelle due isole campane suggerì a Massimo Troisi l'idea dell'ambientazione del film Il postino (1994), diretto da Michael Radford, in cui il poeta è interpretato da Philippe Noiret. La sceneggiatura fu liberamente tratta dal romanzo Il postino di Neruda di Antonio Skármeta, che, a differenza del film, è ambientato nel giugno del 1969 in un piccolo villaggio di pescatori di Isla Negra, una spiaggia al largo di El Quisco, nella regione di Valparaíso.

### Il ritorno in patria

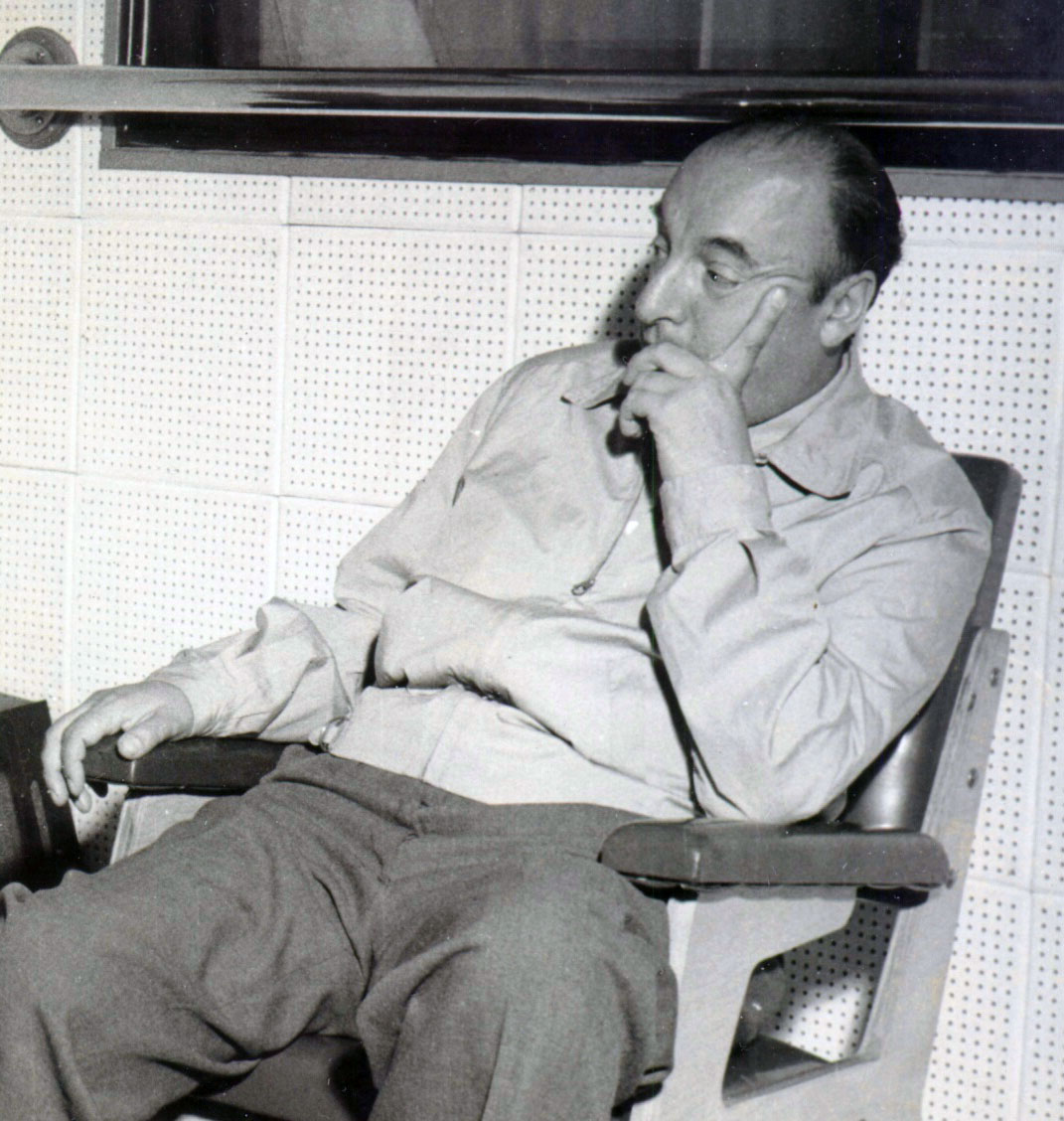
Neruda nel 1956

Nel 1952, il governo di González Videla era ormai al termine del mandato, colpito anche da numerosi scandali per corruzione, e il Partito Socialista presentò la candidatura a nuovo presidente di Salvador Allende, richiedendo contemporaneamente la presenza in patria del suo letterato più illustre al fine di avallarne al meglio l'investitura. Presidente fu eletto però in novembre il conservatore Carlos Ibáñez del Campo. Neruda tornò in Cile in agosto, ritrovando provvisoriamente la moglie Delia del Carril, ma il matrimonio era ormai destinato al naufragio grazie anche alla nuova relazione iniziata in Messico. Ottenuto il divorzio, sposò quindi la terza e ultima moglie, Matilda Urrutia. Nel 1953 Neruda ottenne il Premio Stalin per la pace.

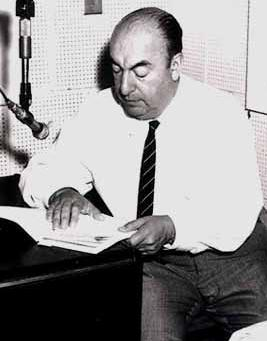
Pablo Neruda, fotografato nella sede della Biblioteca del Congresso, Washington DC, 1966

Di conseguenza, nel 1955, Delia lo lasciò per fare ritorno in Europa. Tuttavia, l'abbandono di Delia non determinò per Neruda quello dell'impegno comunista: il poeta proseguì nella sua attività politica, prendendo ad esempio posizione contro gli Stati Uniti durante la crisi dei missili di Cuba (Neruda aveva sostenuto la rivoluzione cubana di Fidel Castro) e la guerra del Vietnam. Ciò gli attirò gli strali delle parti più conservatrici degli USA, e l'Associazione per la libertà della cultura, organizzazione dietro la quale in realtà si celava la CIA, cercò di minare in ogni modo la sua credibilità e la sua reputazione, citandone ad esempio le posizioni in merito al tentato assassinio di Trotsky del 1940.
Questa campagna fu frenata solo nel 1964, quando fu ventilata l'ipotesi di insignire Neruda del Premio Nobel e l'unica candidatura alternativa era quella di Jean-Paul Sartre, personaggio ancora più inviso ai conservatori statunitensi (poi effettivamente premiato, anche se rifiutò di ritirare il Premio). Nel 1966 Neruda fu invitato a New York per una conferenza internazionale dell'associazione degli scrittori, ma Arthur Miller, organizzatore dell'evento, incontrò molte difficoltà e dovette fare notevoli pressioni sull'amministrazione Johnson sia per riuscire a fargli ottenere un visto, sia per la presenza di tanti altri letterati provenienti da oltre la cortina di ferro.
Proprio per questi motivi, lo scrittore messicano Carlos Fuentes indicò successivamente il convegno come uno dei primi passi verso la fine della guerra fredda. A lavori conclusi, Neruda effettuò per la Biblioteca del Congresso di Washington D.C. registrazioni audio di alcune delle sue composizioni. Durante il viaggio di ritorno in patria, Neruda fece una sosta in Perù, dove fu accolto con tutti gli onori dal presidente Fernando Belaúnde Terry, ma la visita fu mal vista da Cuba. In quegli anni i rapporti tra Perù e Cuba erano alquanto tesi a causa delle differenze politiche e Neruda fu accusato dagli intellettuali cubani di essere un revisionista al soldo degli Yankees e non poté recarsi sull'isola caraibica sino al 1968.

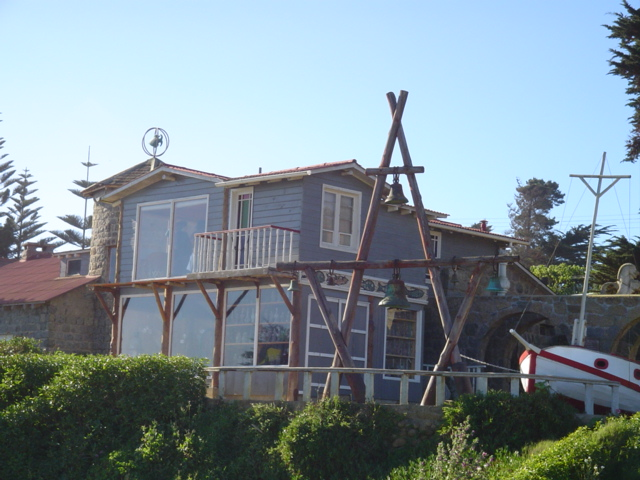
La Casa de Isla Negra

Di ciò Neruda fu molto dispiaciuto tanto che nell'autobiografia Confesso che ho vissuto criticò l'atteggiamento degli intellettuali cubani, definendolo «fanatico» e un «colpo alla schiena». Nel 1967, alla morte di Ernesto Che Guevara in Bolivia, Neruda scrisse molti articoli sulla perdita del "grande eroe della rivoluzione", dalla cui stima era del resto ricambiato, come testimonia la composizione, da parte di Guevara, di un piccolo saggio elogiativo sul libro di Neruda Canto General.

### Gli ultimi anni

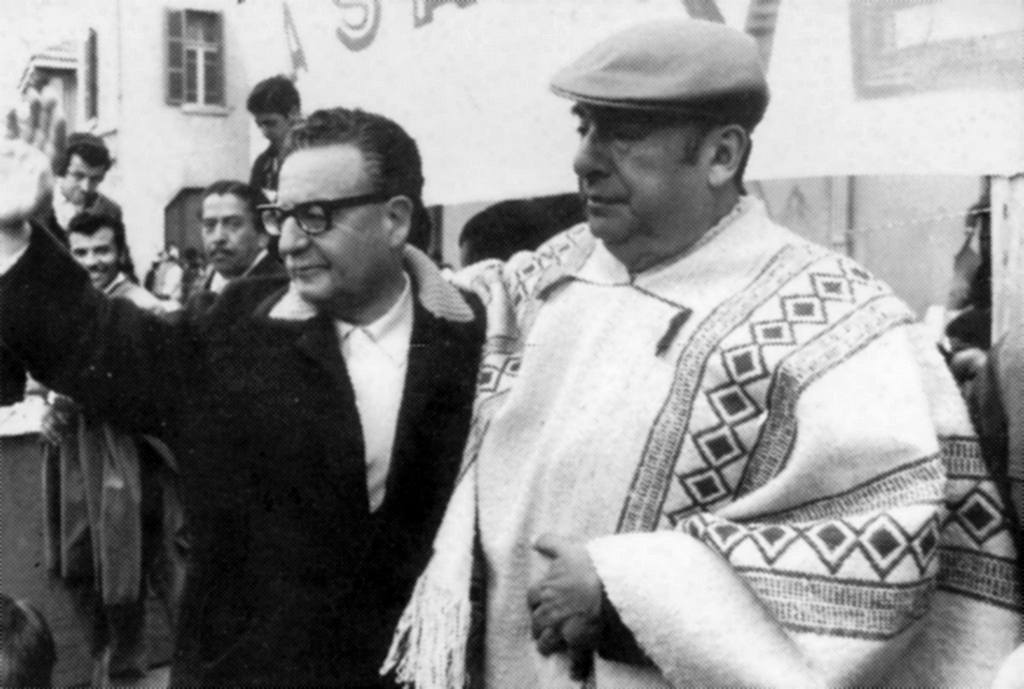
Neruda e Salvador Allende

Nel 1969, Neruda fu indicato come uno dei candidati alla carica di Presidente della Repubblica cilena per la coalizione di centro sinistra, e scelto poi come candidato ufficiale del Partito comunista cileno, ma si ritirò dalla competizione elettorale appoggiando alle elezioni del 1970 il candidato socialista Allende e aiutandolo a divenire il primo presidente socialista democraticamente eletto in Cile. Dal 1970 al 1972 riprese la carriera diplomatica, nominato da Allende ambasciatore del Cile presso la sede di Parigi, carica che segnò il culmine della sua attività politica ma che dovette però lasciare presto per motivi di salute, in particolare per il tumore alla prostata di cui soffriva.
Il 21 ottobre 1971, ottenne, terzo scrittore dell'America Latina dopo Gabriela Mistral nel 1945 e Miguel Ángel Asturias nel 1967, il Premio Nobel per la letteratura. Al suo primo ritorno in patria, l'anno successivo, venne trionfalmente accolto in una manifestazione presso lo stadio di Santiago. Di questi anni sono anche le sue ultime pubblicazioni in vita, La espada encendida e Las piedras del cielo, edite durante il soggiorno parigino.
Prima di morire assistette al colpo di Stato del generale Augusto Pinochet dell'11 settembre 1973 nonché alla morte del presidente Allende, suo amico personale, morto durante l'assalto al palazzo della Moneda. Insediatasi la dittatura, i militari cominciarono a vessarlo con le perquisizioni ordinate dal generale golpista; durante una di queste, Neruda avrebbe detto ai militari «Guardatevi in giro, c'è una sola forma di pericolo per voi qui: la poesia».
Mentre attendeva di poter espatriare in Messico, il poeta si aggravò e venne ricoverato presso la clinica Santa María di Santiago, il 19 settembre. Morì quattro giorni dopo, all'età di 69 anni, ufficialmente per il cancro alla prostata, ma forse, secondo la recente testimonianza del suo autista e guardia del corpo, fu assassinato per volontà di Pinochet nella clinica (la stessa nella quale, il 22 gennaio 1982, fu assassinato il democristiano Eduardo Frei Montalva) mediante una misteriosa iniezione.

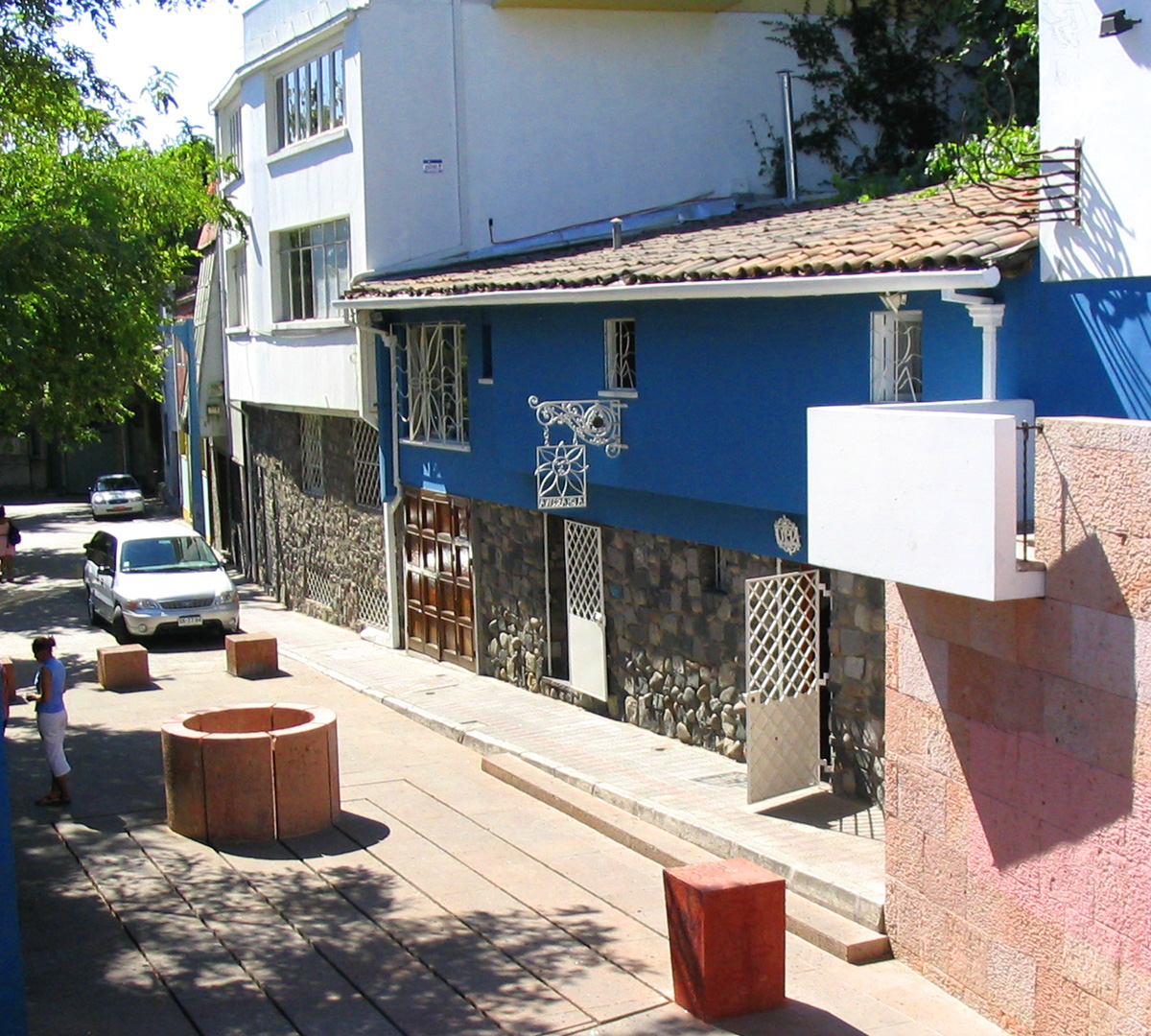
La Chascona

Neruda terminò l'ultima poesia forse il giorno prima della morte; intitolata I satrapi, è un attacco diretto, rabbioso e senza mezzi termini contro Pinochet, Richard Nixon (già preso di mira come "malvagio... genocida della Casa Bianca" nel poema Incitamento al nixonicidio) e altri politici come Frei Montalva e il dittatore uruguaiano Juan María Bordaberry: «Nixon, Frei e Pinochet / fino a oggi, fino a questo amaro / mese di settembre / dell'anno 1973, / con Bordaberry, Garrastuzu e Banzer, / iene voraci (...) / satrapi mille volte venduti / e traditori».
Il suo funerale fu uno dei primissimi momenti di opposizione alla dittatura, poiché avvenne nonostante la presenza ostile e intimidatoria dei militari a mitra spianato che guardavano a vista i partecipanti, come testimonia un filmato clandestino girato all'epoca. Molti dei partecipanti inneggiarono ad Allende, ma i soldati non osarono intervenire; comunque, parecchi tra i presenti finirono poi desaparecidos o furono arrestati in seguito. Fu, inoltre, un gesto di solidarietà e di ribellione contro l'ultimo sfregio nei confronti di Neruda, compiuto mentre giaceva nel letto d'ospedale: la devastazione, sempre per ordine di Pinochet, delle sue proprietà. La morte e le esequie di Neruda, chiamato nel libro "il Poeta", sono ricordate da Isabel Allende nell'ultima parte del romanzo La casa degli spiriti. L'autrice era difatti presente alla cerimonia.

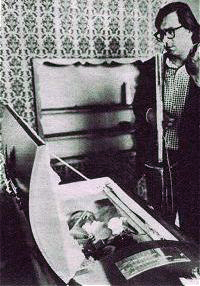
Il feretro di Neruda, esposto alla Chascona prima dei funerali

L'ultima moglie pubblicò postuma l'autobiografia su cui Neruda aveva lavorato sino al giorno prima di morire, suscitando il risentimento di Pinochet per le dure critiche contro la brutalità della dittatura. Anche di Matilde Urrutia venne pubblicata, nel 1986, un'autobiografia sul periodo trascorso con Neruda, dal titolo Mi vida junto a Pablo Neruda; in Cile, le opere di Neruda vennero riabilitate e rimesse in commercio nel 1990, dopo la caduta della dittatura. Le tre abitazioni possedute da Neruda in Cile, La Chascona a Santiago, La Sebastiana a Valparaiso, e la Casa de Isla Negra a El Quisco sono oggi musei, gestiti dalla Fondazione Neruda. Nel 1992, le salme di Neruda e della moglie furono esumate dal cimitero di Santiago e sepolte nel giardino della Isla Negra.
mi accade tutto il contrario: / accade che sto per vivere.»
(Chiedo silenzio)

## Controversie

### Controversia sulla sua morte
Seppur la Fondazione Neruda si sia opposta sin dall'inizio, la salma di Neruda è stata riesumata dopo 40 anni dalla morte, l'8 aprile 2013, con l'obiettivo di chiarire il mistero sulla sua morte, ovvero se sia avvenuta per cause naturali o si sia trattato di un omicidio. Disposto dal giudice cileno Mario Carroza nell'ambito dell'inchiesta basata sulle accuse di Manuel Araya, autista del poeta secondo il quale il grande poeta fu ucciso con un'iniezione letale durante il ricovero nell'ospedale di Santiago, e su richiesta dei nipoti di Neruda. L'ipotesi è stata per il momento smentita dal referto sugli esami radiologici e istologici effettuati sulla salma nei quali si evidenzia, come era noto già all'epoca, lo stato molto avanzato del suo tumore alla prostata. Per una prova definitiva si attese l'esito delle analisi tossicologiche ancora in corso presso i laboratori dell'Università della North Carolina, negli Stati Uniti.
I sostenitori della tesi dell'assassinio, basandosi sulle testimonianze dell'epoca, affermano che Neruda non era in fin di vita, nonostante fosse gravemente malato, e che Pinochet avrebbe ordinato a un sicario, un agente segreto della CIA collegato anche ad ambienti del neofascismo, Michael Townley, di accelerarne la morte con una non ben definita "iniezione allo stomaco" per evitare che diventasse un leader dell'opposizione all'estero, secondo le parole di Neruda stesso all'autista, che raccontò che un medico era entrato e gli aveva praticato l'iniezione; il giorno dopo le sue condizioni peggiorarono improvvisamente e morì, prima della partenza per il nuovo esilio. Il giudice Carroza ordinò, sempre nel 2013, di rintracciare e identificare il presunto killer di Neruda, che però vive con un falso nome negli Stati Uniti, sotto il programma di protezione testimoni dell'FBI in una località segreta.

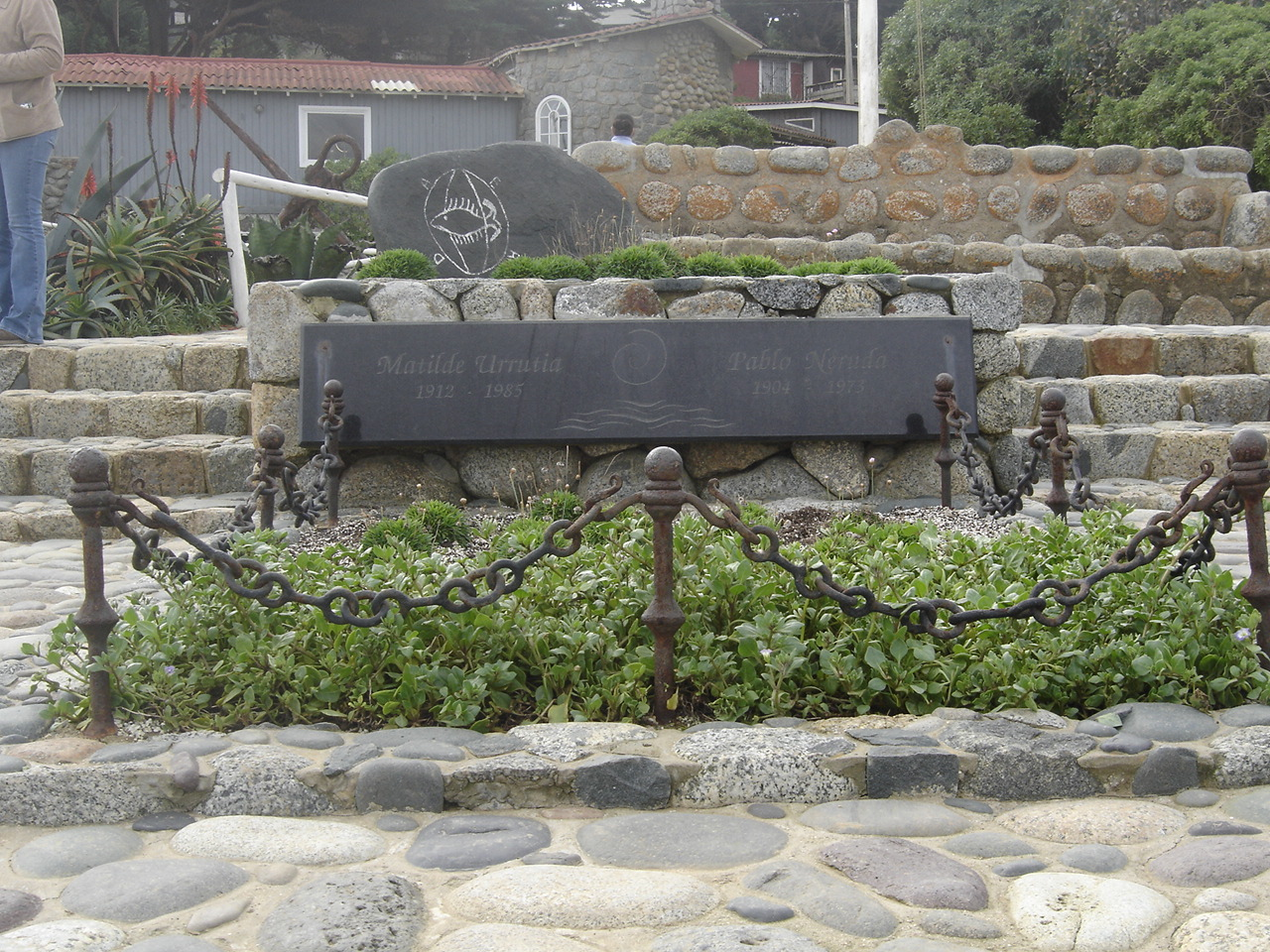
Tomba di Neruda e della terza moglie Matilda Urrutia alla Isla Negra

Anche la moglie riferì dell'allarme di Neruda per la misteriosa iniezione. Mentre Matilde Urrutia era in viaggio con Araya verso la Isla Negra per recuperare le ultime cose prima di partire per il Messico, verso le ore 16 ricevettero una telefonata di Neruda dall'ospedale. Il poeta chiese di tornare indietro perché era molto preoccupato, poiché «mentre dormiva nella sua camera della clinica alcune persone erano entrate e gli avevano iniettato qualcosa nell'addome». Disse che "si sentiva male", secondo le parole riportate da Araya. Quando l'autista e la moglie arrivarono a Santiago, trovarono il poeta, che prima era indebolito ma comunque in discrete condizioni, con un'improvvisa febbre. Neruda mostrava segni di arrossamento dove gli era stata praticata l'iniezione ma il dottor Sergio Drapper affermò che erano calmanti e antidolorifici. Drapper sostenne poi che l'iniezione fu praticata da un certo dottor Price; ne fornì un identikit, coincidente con l'aspetto fisico di Michael Townley, che egli non aveva mai conosciuto sotto questo nome.
Anche l'infermiera di Neruda, citando voci di corridoio della clinica, sostiene la tesi dell'omicidio. Uscito, alle ore 19, per andare a comprare un medicinale in una farmacia periferica (dove il medico aveva indirizzato Araya), la macchina fu intercettata dai militari che lo fermano, trattenendolo per un controllo e poche ore dopo (alle 22 circa) Neruda fu dichiarato morto dai medici della clinica. La moglie di Neruda rimase nella clinica ma Araya fu arrestato e torturato per dieci giorni nel campo di concentramento dell'Estadio Nacional de Chile; ritenendo di non essere creduto, decide di parlare solo dopo la clamorosa scoperta dell'omicidio di Eduardo Frei Montalva (1982), avvenuta nel 2005.
Come causa di morte del poeta vennero indicate tre motivazioni, in altrettante copie del certificato: tumore, insufficienza cardiaca (come conseguenza della malattia), cachessia (senza nominare il tumore), mentre le cartelle cliniche della struttura dove morì e dell'Ospedale Tedesco, dove effettuava altre cure, risultarono sparite, come i registri dei medici di turno nei giorni prossimi alla sua morte.
Nel novembre 2013 il direttore del servizio medico legale cileno, Patricio Bustos, ha fatto analizzare la salma di Neruda concludendo che il poeta è morto a causa di un tumore alla prostata, il cui decorso fu forse accelerato dallo stress emotivo dei giorni del golpe.
Nessuna sostanza velenosa è stata rintracciata nel corpo, se non tracce dei medicinali e degli antidolorifici assunti per contrastare il cancro, mentre nelle ossa erano presenti molte metastasi. Gli avvocati del nipote del poeta contestano le diverse cause di decesso riportate in tre copie del certificato di morte, e affermano che non tutte le sostanze e i metodi, come il gas sarin (che Townley affermò essere stato usato in alcuni omicidi politici fatti passare per suicidi o morti naturali), il polonio-210, iniezioni di aria che causano embolia, sovradosaggi di morfina, o alcune tossine come quella botulinica - secondo Townley tossine usate per uccidere l'ex Presidente cileno Eduardo Frei Montalva, nel cui corpo furono trovati residui di tallio e gas mostarda (quest'ultimo gas, noto anche come iprite, è un agente vescicante e ustionante per contatto, usato come arma chimica e che accelera il diffondersi di infezioni, danneggiando anche il sistema immunitario per leucopenia) - lasciano tracce dopo così tanto tempo e talvolta possono essere mascherati da farmaci.
Sia i nipoti sia il Partito Comunista Cileno, nel gennaio 2015, hanno ottenuto un supplemento di inchiesta e la riapertura dell'indagine, con nuovi esami scientifici sui reperti biologici prelevati dalla salma nel 2013, onde ricercare specifiche sostanze chimiche o metalli pesanti, letali in breve tempo in un organismo debilitato.
Nel maggio 2015 un gruppo spagnolo ha annunciato il ritrovamento di proteine anomale nelle ossa di Neruda, non riferibili a farmaci, alcune legate al cancro e altre a un'infezione improvvisa e assai rapida da Staphylococcus aureus; anche se tali infezioni sono fortemente possibili in ospedale e in pazienti gravemente malati, un'esplosione batterica così veloce dopo il ricovero e la suddetta iniezione, tale da portare Neruda alla morte in poche ore, potrebbe far sospettare un intervento esterno per favorire l'infezione, come la detta iprite le cui tracce scompaiono dopo pochi anni. I medici spagnoli conclusero dicendo che ciò potrebbe essere verosimile, anche se non può essere né dimostrato né escluso.
L'indagine è stata avviata verso l'archiviazione, ma il governo cileno, di fronte ai persistenti dubbi, ha istituito presso il dipartimento per i diritti umani due commissioni scientifiche che nel novembre 2015 hanno redatto un documento riservato poi reso pubblico, in cui si legge che è probabile che Neruda non sia morto «a causa del cancro alla prostata di cui soffriva», e che «risulta chiaramente possibile e altamente probabile l'intervento di terzi», concludendo che al paziente «fu applicata un'iniezione o gli fu somministrato qualcosa per via orale che ha fatto precipitare la sua prognosi in appena sei ore». Si tratta della prima volta che lo Stato cileno smentisce la causa di morte dichiarata dal governo di Pinochet nel 1973.
Dopo aver atteso per diversi anni i risultati degli studi sui resti di Neruda, lunedì 13 febbraio 2023 suo nipote Rodolfo Reyes ha annunciato in una conferenza stampa che il poeta era stato avvelenato tramite tossina botulinica, secondo un nuovo rapporto di un comitato scientifico internazionale realizzato da esperti della canadese Mc Master University e dell'Università di Copenaghen. «I batteri Clostridium botulinum trovati nel suo corpo non dovevano trovarsi nello scheletro di Neruda; questo significa che è stato assassinato, che c'è stato l'intervento di agenti dello Stato nel 1973», ha dichiarato all'agenzia di stampa EFE.

### Accuse postume di stupro e proteste femministe
Nel novembre 2018 il Comitato culturale della camera bassa del Cile ha votato a favore della ridenominazione dell'aeroporto principale di Santiago a memoria di Neruda. La decisione ha suscitato proteste da parte di gruppi femministi, che hanno evidenziato un passaggio nelle memorie di Neruda in cui egli descrive lo stupro di una donna a Ceylon nel 1929. Le parole che Neruda usa per descrivere lo stupro non lasciano dubbi sul fatto che egli fosse consapevole della mancanza di consenso della donna: «una mattina, ho deciso di andare fino in fondo, l'ho afferrata con forza per il polso e l’ho guardata in faccia. Non c'era lingua che potessi parlarle. Si è lasciata guidare da me senza sorridere e presto è rimasta nuda sul mio letto. [...] L'incontro è stato come quello di un uomo con una statua. Lei ha tenuto i suoi occhi spalancati per tutto il tempo, completamente inerte. [...] Aveva ragione ad avere disprezzo di me».
Precedentemente, Neruda descrive la stessa donna come un «timido animale della giungla», parole che ne rimarcano la visione razzista e sessista. Diversi gruppi femministi, sostenuti dal crescente movimento #MeToo e anti-femminicidio, hanno affermato che Neruda non dovrebbe essere coperto di onori e sottolineano come ignorare il suo crimine sminuisca il valore della vita delle donne. Oggi Neruda rimane una figura controversa per le femministe cilene. Vergara Sánchez ha dichiarato «È ora di smettere di idolatrare Neruda e iniziare a parlare del fatto che abbia commesso abusi; essere un artista famoso non lo esenta dall'essere uno stupratore.»
La scrittrice e attivista Isabel Allende ha affermato che "come molte giovani femministe in Cile, sono disgustata da alcuni aspetti della vita di Neruda [ma] il Canto General è ancora un capolavoro", e Neruda è stato inserito in una proposta di lista di autori "maschilisti e progressisti" da eliminare dall'insegnamento scolastico; mentre in controtendenza lo scrittore e politico ispano-peruviano Mario Vargas Llosa che accusa i movimenti femministi di cancel culture ha scritto su El País: «attualmente il più risoluto nemico della letteratura, che pretende di depurarla dal maschilismo, da molteplici pregiudizi e immoralità, è il femminismo che appoggia apertamente questa offensiva antiletteraria e anticulturale [...] è ovvio che, con questo tipo di approccio a un’opera letteraria, non ci sia romanzo della letteratura occidentale che scampi all’incinerimento».

## Poetica
(Farewell, in Crepuscolario)

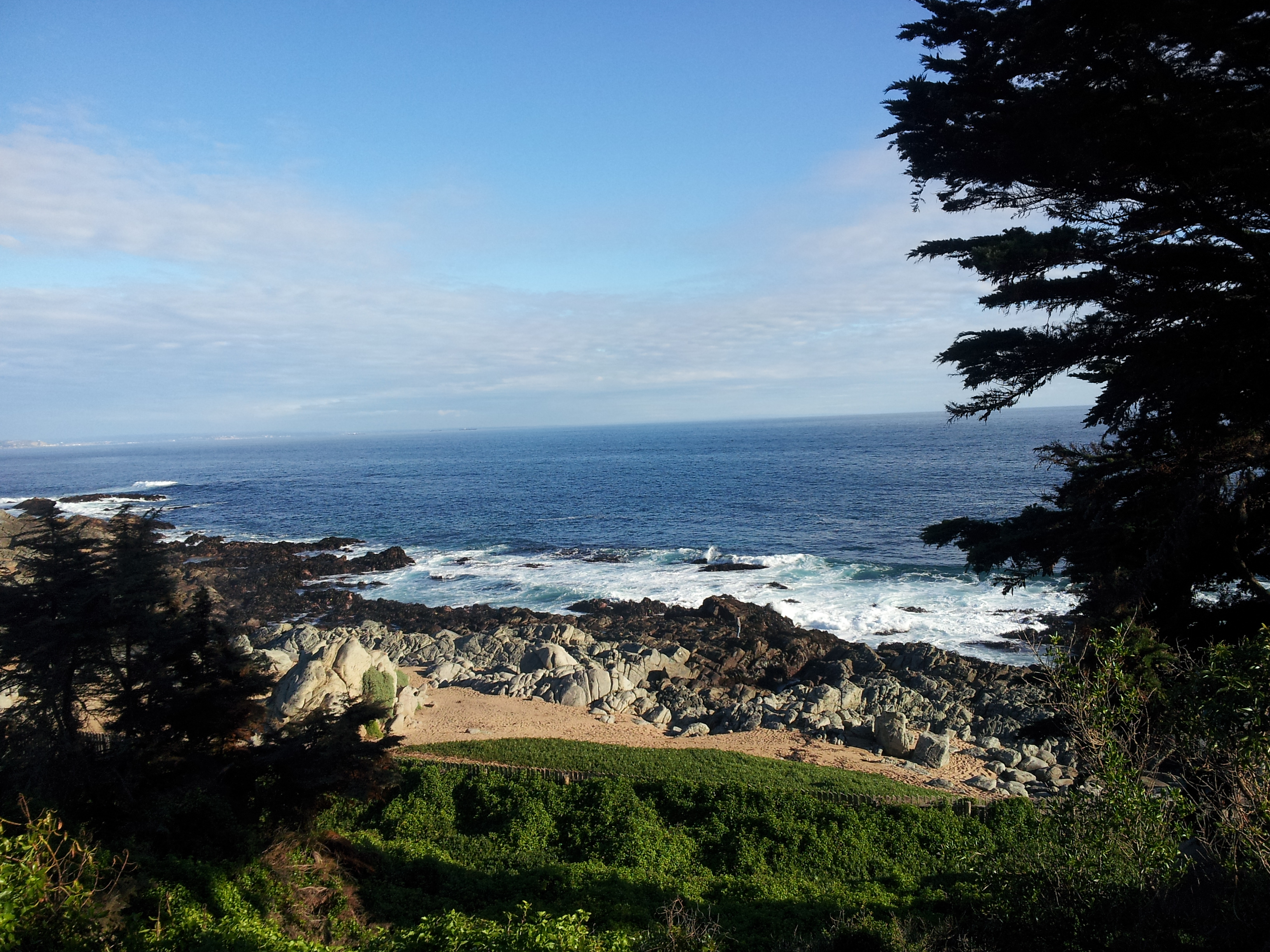
Il panorama della costa davanti alla casa di Isla Negra, come visibile dall'abitazione del poeta

La poetica di Neruda spazia dal realismo al surrealismo, dalla lirica intimista a quella civile e politica. Tra i suoi principali ispiratori e modelli vi sono Francisco de Quevedo, Walt Whitman (da lui spesso citato direttamente, come il suo maestro e la sua guida morale e artistica) e Arthur Rimbaud, come rilevato dal critico Leo Spitzer.
Secondo Neruda, la poesia è un atto di pace e amore, ma egli è costretto dalle circostanze a combattere chi questa pace vuole distruggere, come nei versi diretti contro i dittatori, il neocolonialismo e l'imperialismo statunitense (emblematici sono il Canto general e Incitamento al nixonicidio e celebrazione della rivoluzione cilena), in cui la rabbia del poeta verso chi rovina la purezza della vita viene palesata; la sua ispirazione più profonda però non viene mai messa in ombra: 
(da Confesso che ho vissuto)
Egli esprime un concetto romantico e drammatico della vita, amante delle piccole cose e della sua terra e in rivolta con le convenzioni, l'ordine costituito e le banalità della vita moderna. Il tema dell'amore per la vita si accompagna all'indagine sulla morte e sull'esistenza, alla ricerca di una libertà assoluta e quindi al disprezzo per i tiranni e per il potere (in questo senso va intesa anche la sua sentimentale adesione alle idee comuniste, senza dogmatismo e sempre pronta a mettersi in discussione).
Per quanto riguarda la forma e la metrica, Neruda predilige le forme semplici, come il verso libero, molto attento al linguaggio, estremamente ricco e potente, palpitante di emozioni vitali. Egli vuole anche essere una voce epica per la celebrazione della storia e del popolo dell'America latina, di cui reinventa anche i miti e le leggende, utilizzandole come sfondo alla sua critica del presente, ma l'argomento principale della sua poesia resta certamente l'amore: verso l'esistenza, verso la donna amata, verso il suo Paese, l'umanità, la natura, le piante, il cibo e gli animali (si veda Alture di Machu Picchu e le varie Odi elementari: Ode al gatto, Ode al pomodoro, Ode al carciofo, ecc.), tutto ciò che suscita un sentimento di connessione e felicità nel poeta.

## Opere

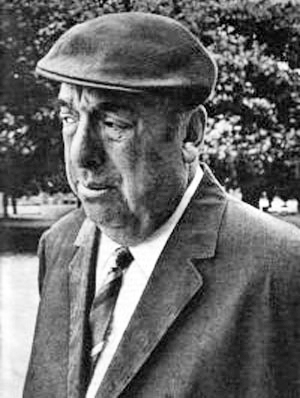
Pablo Neruda

### Raccolte di poesie
- 1923 Crepusculario
- 1924 Veinte poemas de amor y una canción desesperada
- 1933 Residencia en la tierra
- 1937 España en el corazón (stampato nel '35, in piena guerra civile, dai soldati repubblicani, con carta da loro stessi prodotta, edizioni Ejercito del Este)
- 1950 Canto general
- 1953 Los Versos del Capitán
- 1954 Las uvas y el viento
- 1960 Las piedras de Chile
- 1964 Memorial de Isla Negra
- 1970 Las piedras del cielo
- 1973 Confieso que he vivido (Autobiografia)

Tra le traduzioni ed edizioni italiane, degne di particolare nota sono:
- Poesie, traduzione di Salvatore Quasimodo, illustrazioni di Renato Guttuso, Torino, Einaudi, 1952. [antologia]
- Los versos del Capitán, Napoli, Arte tipografica, 1952, per una sottoscrizione tra amici con l'avallo dallo stesso Neruda; ed. del cincuentenario, Napoli, Arte tipografica, 2002.
- Canto generale. La lampada sulla terra, a cura di Dario Puccini, Parma, Guanda, 1955.
- Poesie, introduzione, traduzione e note a cura di Dario Puccini, Firenze, Sansoni, 1962.
- Poesie e scritti in Italia, a cura di Ignazio Delogu, Roma, Lato side, 1981.
- La casa delle odi, traduzione di Alessandra Repossi, illustrazioni di Beatriz Bermúdez Parrado, Firenze-Milano, Motta junior, 2012. ISBN 978-88-8279-379-1. [antologia di 13 odi scelte in nuova traduzione rivolto ai giovani lettori]

### Pubblicate in vita
- Crepuscolario, Santiago, Ediciones Claridad, 1923; edizione definitiva, Santiago, Nascimento 1924
- Veinte poemas de amor y una canciòn desesperada, Santiago, Nascimento 1924; versione definitiva Santiago, Nascimento, 1932.
- Tentativa del hombre infinito, Santiago, Nascimento, 1933.
- El habitante y su esperanza, Santiago, Nascimento, 1926, prosa.
- Anillos, Santiago, Nascimento, 1926, prosa, in collaborazione con il suo amico scrittore Tomás Lago.
- El hondero entusiasta, Santiago, Empresa Letras, 1933.
- Residencia en la tierra (1925-1931), Santiago, Nascimento 1933.
- Residencia en la tierra (1925-1935), Spagna, Madrid, Cruz y Raya, 1935, 2 volumi.
- España en el corazòn, Santiago, Ercilla, 1937
- Las furias y las penas, Santiago, Nascimento, 1939
- Tercera residencia (1935-1945), Argentina, Buenos Aires, Losada 1947; per la sezione IV, España en el corazòn, vedi sopra
- Alturas de Macchu Picchu. Santiago, Ediciones de Libreria Neira, 1947.
- Canto general, Messico, Talleres Gráficos de la Nación, 1950.
- Los versos del capitán, Italia, Napoli, Arte Tipografica, 1952.
- Todo el amor, Santiago, Nascimento, 1953
- Las uvas y el viento, Santiago, Nascimento, 1954.
- Odas elementales, Argentina, Buenos Aires, Losada, 1954.
- Viajes, Santiago, Nascimento, 1955
- Nuevas odas elementales, Argentina, Buenos Aires, Losada, 1956.
- Tercer libro de las odas, Argentina, Buenos Aires, Losada, 1957.
- Estravagario, Argentina, Buenos Aires, Losada, 1958.
- Navegaciones y regresos, Argentina, Buenos Aires, Losada, 1959.
- Cien sonetos de amor, Santiago, Ed. Universitaria, 1959.
- Canción de gesta, Cuba, La Habana, Imprenta Nacional de Cuba, 1960.
- Las piedras de Chile, Argentina, Buenos Aires, Losada, 1961.
- Cantos cerimoniales, Argentina, Buenos Aires, Losada, 1961.
- Plenos poderes, Argentina, Buenos Aires, Losada, 1962.
- Sumario. Libro donde nace la lluvia, Italia, Alpignano, Tallone, 1963.
- Memorial de Isla Negra, Argentina, Buenos Aires, Losada 1964, 5 volumi, il primo costituito dall'opera precedente.
- Arte de pájaros, Santiago, Ediciones Sociedad de Amigos del Arte contemporáneo, 1966, illustrato.
- Una casa en la arena, Spagna, Barcellona, Lumen, 1966
- Fulgor y muerte de Joaquín Murieta, Santiago, Zig-Zag, 1967, opera teatrale
- La barcarola, Argentina, Buenos Aires, Losada, 1967.
- La manos del día, Argentina, Buenos Aires, Losada, 1968.
- Comiendo en Hungría, Spagna, Barcellona, Lumen, 1968
- La copa de sangre, Italia, Alpignano, Tallone, 1969
- Aún, Santiago, Nascimento, 1969.
- Fin de mundo, Santiago, Edición de la Sociedad de Arte Contemporáneo, 1969.
- Maremoto, Santiago, Sociedad de Arte Contemporáneo, 1970
- La espada encendida, Argentina, Buenos Aires, Losada, 1970.
- Las piedras del cielo, Argentina, Buenos Aires, Losada, 1970.
- Geografía infructuosa, Argentina, Buenos Aires, Losada, 1972.
- La rosa separada, Francia, Parigi, Éditions du dragón, 1972.
- Incitación al nixonicidio y alabanza de la revolución chilena, Santiago, Empresa Editora Nacional Quimantú, 1973.

### Postume
- Libro de las preguntas, Argentina, Buenos Aires, Losada, 1974.
- Jardín de invierno, Argentina, Buenos Aires, Losada, 1974.
- 2000, Argentina, Buenos Aires, Losada, 1974
- El corazón amarillo, Argentina, Buenos Aires, Losada, 1974
- Elegía, Argentina, Buenos Aires, Losada, 1974
- El mar y las campanas, Argentina, Buenos Aires, Losada, 1974
- Defectos escogidos, Argentina, Buenos Aires, Losada, 1974
- Confieso que he vivido. Memorias, Spagna, Barcellona, Seix Barral, 1974
- Para nacer he nacido, Spagna, Barcellona, Seix Barral, 1977.
- El río invisible. Poesía y prosa de juventud, Spagna, Barcellona, Seix Barral, 1980

### Errori di attribuzione
- Lentamente muore

Questo è il primo verso di una poesia dal titolo ¿Quién muere? diffusasi via posta elettronica ed erroneamente attribuita a Pablo Neruda, come confermano la Fundación Pablo Neruda e Stefano Passigli, presidente della Passigli Editori, editore delle opere di Neruda in Italia: «Chi conosce la sua poesia si accorge all'istante che quei versi banali e vagamente new-age non possono certo essere opera di uno dei più grandi poeti del Novecento». La poesia, il cui vero titolo è A Morte Devagar, appartiene in realtà alla scrittrice e poetessa brasiliana Martha Medeiros, ed è stata pubblicata il 1º novembre 2000 sul quotidiano Zero Hora di Porto Alegre in Brasile.
- È proibito

Molto simile al primo, è caratterizzato anch'esso dall'uso della stessa figura retorica, l'anafora, anche questo poemetto si è diffuso attraverso la posta elettronica e i social network ed è stato erroneamente attribuito a Pablo Neruda. In realtà la paternità dell'opera, il cui titolo originale è "Queda Prohibido", appartiene ad Alfredo Cuervo Barrero. Il poema è iscritto nel Registro delle Proprietà Intellettuali di Biscaglia, a nome dello stesso autore, con numero di iscrizione BI -13- 03.

## Edizioni in italiano delle opere di Neruda
- Si desti il taglialegna, Roma, Rinascita, 1951.
- Poesie, Torino, Einaudi, 1952; Firenze, Sansoni, 1962.
- Canto generale; La lampada sulla terra, Parma, Guanda, 1955.
- Cento sonetti d'amore, Milano, Nuova Accademia, 1960.
- Pablo Neruda, Milano, Nuova Accademia, 1960.
- Pagine d'autunno, Milano, Nuova Accademia, 1961.
- Storia di acque, di boschi, di popoli, Milano, Nuova Accademia, 1961.
- 20 poesie d'amore e una canzone disperata, Milano, Nuova Accademia, 1962.
- Tutte le opere di Neruda

I, Stravagario, Milano, Nuova Accademia, 1963.
II, Poesia d'amore, Milano, Nuova Accademia, 1963.
III, Memoriale di Isla Negra, Milano, Nuova Accademia, 1965.
- Sommario. Libro dove nasce la pioggia, Alpignano, Stamperia A. Tallone, 1963.
- I versi del capitano, Milano, Nuova Accademia, 1963.
- Antologia poetica, Milano, Mursia, 1968.
- Crepuscolario; Venti poesie d'amore e una canzone disperata; Tentativo dell'uomo infinito; L'abitante e la sua speranza; Anelli; Il fromboliere entusiasta, Firenze-Milano, Sansoni-Nuova Accademia, 1969.
- Tre residenze sulla terra, Milano, Sansoni-Accademia, 1969.
- Splendore e morte di Joaquin Murieta. Bandito cileno giustiziato in California il 23 luglio 1853, Torino, Einaudi, 1970.
- Fine del mondo, Milano, Accademia, 1972.
- Un poeta nella strada, L'Aquila, Japadre, 1972.
- Elegia dell'assenza, Roma, Editori Riuniti, 1973.
- Incitamento al nixonicidio e elogio della rivoluzione cilena, Roma, Editori Riuniti, 1973.
- 2000, Firenze, Passigli, 1974.
- Confesso che ho vissuto, Milano, SugarCo, 1974.
- Le opere. Poesia, Torino, UTET, 1974.

## Filmografia
- Il postino, regia di Michael Radford (1994), nel quale Pablo Neruda è interpretato da Philippe Noiret affiancato da Massimo Troisi nella sua ultima apparizione cinematografica prima della prematura scomparsa.
- Neruda, regia di Pablo Larraín (2016), nel quale Pablo Neruda è interpretato da Luis Gnecco.

## Riconoscimenti
Premio Nazionale di Letteratura del Cile
- 1945